# Marit Malm Frafjord
Marit Malm Frafjord, född 25 november 1985 i Tromsø, är en norsk handbollsspelare (mittsexa). Från 2005 till 2016 spelade hon 197 landskamper och gjorde 406 mål för Norges landslag.
Malm Frafjord var med och tog OS-guld 2008 i Peking. Hon försvarade sitt OS-guld 2012 i London. Vid den OS 2016 i Rio de Janeiro tog Malm Frafjord en bronsmedalj. Hon var sedan också med och försvarade bronset i Tokyo 2020.

## Klubbar
- Rapp SK (2001–2002)
- Byåsen IL (2002–2010)
- Viborg HK (2010–2014)
- Larvik HK (2014–2017)
- CSM București (2017–2018)
- Team Esbjerg (2018–)